# Wielcy Ukraińcy
Wielcy Ukraińcy – projekt ukraińskiej telewizji Inter, który łączy w sobie talk show z wywiadami z telewidzami, a w okresie między programami z sondażem społecznym.
Format programu został stworzony przez BBC, w oryginale program nosił nazwę 100 Najwybitniejszych Brytyjczyków.

## Głosowanie
Do tytułu pretendowało 14 tysięcy osób, na które do tej pory głosowało ponad 800 tysięcy osób. Kolejnym i ostatnim głosowaniem będzie ustalenie kolejności w obrębie pierwszej dziesiątki kandydatów.

## Lista pierwszych dziesięciu wielkich Ukraińców
Pierwsza dziesiątka wielkich Ukraińców:
1. Jarosław Mądry
2. Mykoła Amosow
3. Stepan Bandera
4. Taras Szewczenko
5. Bohdan Chmielnicki
6. Walery Łobanowski
7. Wjaczesław Czornowił
8. Hryhorij Skoworoda
9. Łesia Ukrainka
10. Iwan Franko

## Lista pozostałych wielkich Ukraińców
1. Iwan Mazepa
2. Roman Szuchewycz
3. Wasyl Stus
4. Mychajło Hruszewski
5. Witalij Kłyczko i Wołodymyr Kłyczko
6. Włodzimierz Wielki
7. Siergiej Korolow
8. Nikołaj Gogol
9. Andrzej Szeptycki
10. Wiktor Juszczenko
11. Julia Tymoszenko
12. Ołeksandr Dowżenko
13. Włodzimierz Lenin (?)
14. Władimir Dal
15. Lina Kostenko
16. Symon Petlura
17. Leonid Bykow
18. Piotr Konaszewicz-Sahajdaczny
19. Iwan Kotlarewski
20. Wołodymyr Iwasiuk
21. Salomea Kruszelnicka
22. Nestor Machno
23. Andrij Szewczenko
24. Daniel Halicki
25. Serhij Bubka
26. Filip Orlik
27. Iwan Kożedub
28. Łewko Łukjanenko
29. Wołodymyr Bernadskyj
30. Jewhen Konowalec
31. Mykoła Łysenko
32. Sydor Kowpak
33. Olga Kijowska
34. Wołodymyr Szczerbycki
35. Oleg Antonow
36. Jewhen Paton i Borys Paton
37. Bohdan Stupka
38. Josyf Slipyj
39. Michaił Bułhakow
40. Wołodymyr Bojko
41. Leonid Krawczuk
42. Piotr Mohyła
43. Iwan Sirko
44. Sofia Rotaru
45. Anatolij Sołowjanenko
46. Ołeh Błochin
47. Lilija Podkopajewa
48. Włodzimierz II Monomach
49. Nikołaj Grińko
50. Nina Matwijenko
51. Igor Sikorski
52. Wiktor Janukowycz
53. Leonid Breżniew
54. Światosław Wakarczuk
55. Ilja Riepin
56. Marija Zańkowećka
57. Iwan Mykołajczuk
58. Wasyl Wirastiuk
59. Iwan Puluj
60. Nikołaj Pirogow
61. Ołeś Honczar
62. Wasyl Symonenko
63. Mychajło Kociubynśkyj
64. Raisa Kyryczenko
65. Nazarij Jaremczuk
66. Rusłana Łyżyczko
67. Jana Kłoczkowa
68. Łeś Kurbas
69. Petro Symonenko
70. Konstanty Ostrogski
71. Roksolana
72. Pawło Skoropadski
73. Aleksiej Stachanow
74. Kateryna Biłokur
75. Iwan Bohun
76. Wasyl Suchomłynśkyj
77. Anton Makarenko
78. Piotr Kalniszewski
79. Nikołaj Watutin
80. Ołeh Skrypka
81. Iwan Piddubnyj
82. Ilja Miecznikow
83. Nikita Chruszczow
84. Ołena Teliha
85. Ołeh Koszowyj
86. Ostap Wysznia
87. Dymitr Wiśniowiecki Bajda
88. Światosław I
89. Wiktor Głuszkow
90. Nieznany żołnierz

## Przebieg projektu
- 16 listopada 2007 nastąpiła premiera projektu
- 21 grudnia 2007 zamknięto listę zgłaszanych do projektu kandydatów na wielkich Ukraińców.
- 11 kwietnia 2008 ustalono kolejność miejsc od 11 do 100